# 阿马德·迪亚洛
阿马德·迪亚洛（法語：Amad Diallo，2002年7月11日—），科特迪瓦职业足球运动员，司职边锋，現效力英超球隊曼聯，同時亦是科特迪瓦國家足球隊成員。2019年，他成为第一位在意甲联赛进球的2002年出生的球员，

## 职业生涯

### 亚特兰大
2019年10月27日，对阵乌迪内斯的比赛中，在第79分钟替补出场，完成了意甲首秀；4分钟后，他为亚特兰特打进了自己的第一粒进球。

### 曼联
2021年1月7日，曼联官方宣布，亚特兰大的18岁边锋迪亚洛正式加盟球队，双方签约至2025年，有一年浮动选项。
2021年歐聯32強，他打進第一個曼聯職業生涯入球。
2025年1月10日，曼聯官方宣佈，與迪亞路續約至2030年。

#### 格拉斯哥流浪
2022年1月25日，迪亚洛被租借到蘇格蘭球隊格拉斯哥流浪直到赛季结束。

## 国际生涯
阿马德首次被科特迪瓦国家队征召是在2021年3月18日，参加2021年非洲国家杯预选赛中对阵尼日尔和埃塞俄比亚的比赛，比赛分别于3月26日和30日举行。 2021年7月3日，阿马德入选了科特迪瓦U23国家队，参加2020年夏季奥运会男子足球比赛。

## 个人生活
阿马德是穆斯林。  他于2020年12月获得了意大利护照。 2020年7月11日，阿马德在他18岁生日当天将自己的Instagram用户名从"Amad Traoré"改为"Amad Diallo"，并配文“不要再叫我Traoré了”。 2020年9月，他的名字正式更改为阿马德·迪亚洛。

## 榮譽
曼聯
- 英格蘭足總盃冠軍：2023–24[16]

格拉斯哥流浪
- 蘇格蘭足總盃冠軍：2021–22[17]